# Phoinike

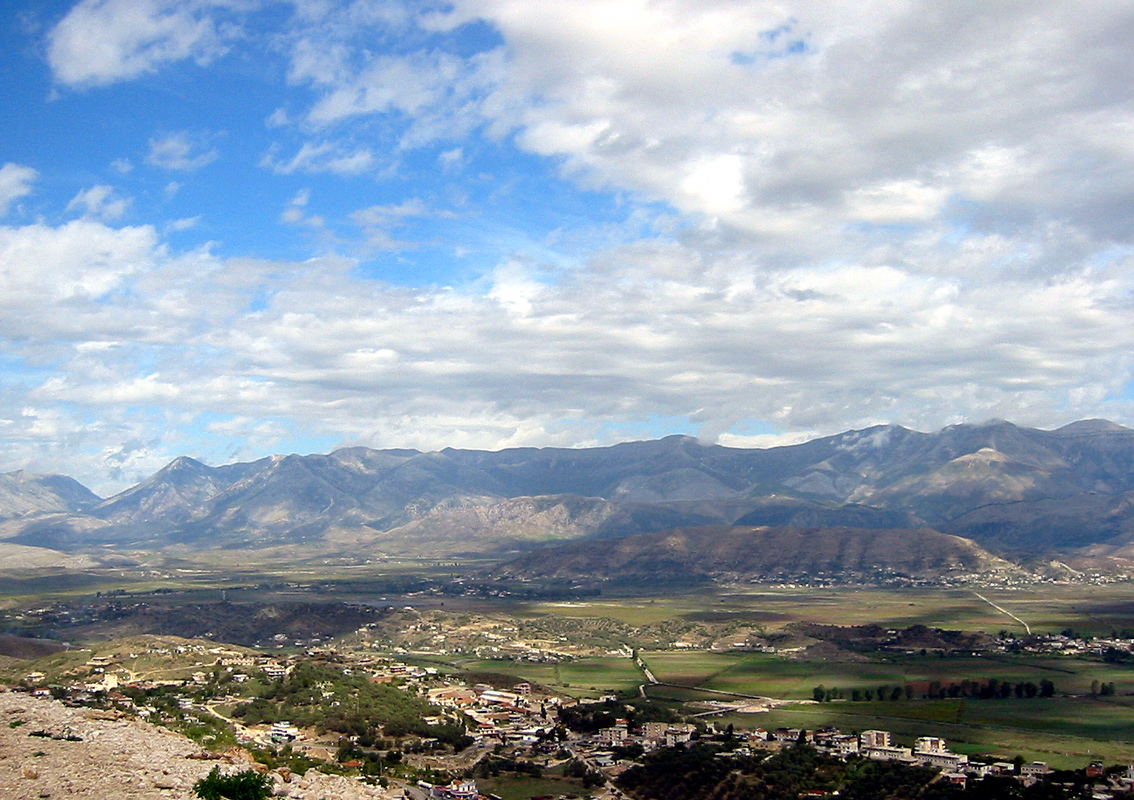
Der Hügel von Phoinike in der Bildmitte vor den Bergen Südalbaniens

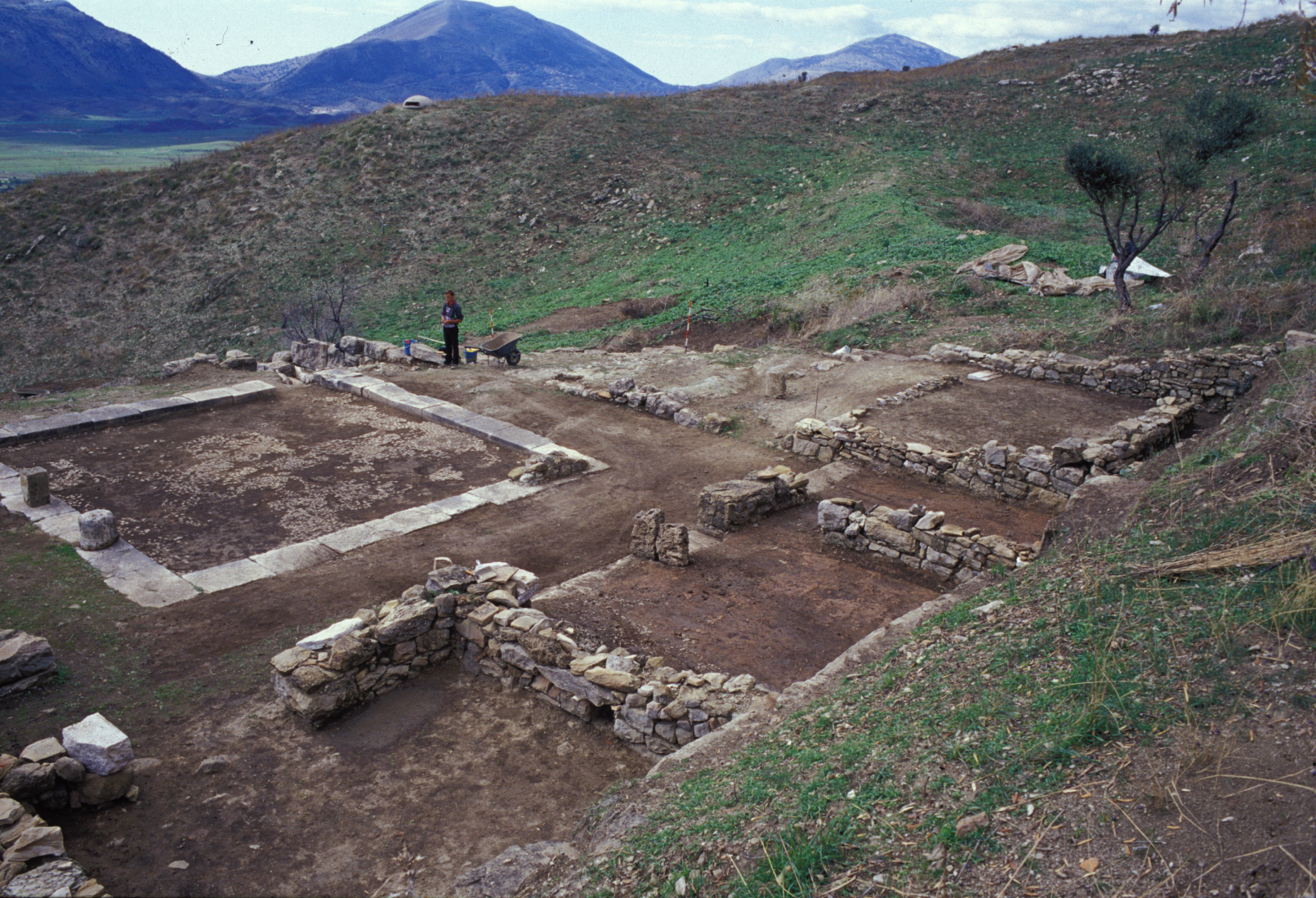
Ausgegrabenes Wohnhaus

Phoinike war eine antike Stadt in der zu Epirus gehörigen Landschaft Chaonia. Die Ruinen der Stadt liegen in unmittelbarer Nähe der Stadt Delvina in Südalbanien beim heutigen Dorf Finiq auf einem 272 Meter hohen Hügel. Südlich davon erstreckt sich eine Ebene bis hin zur Lagune von Butrint.
Phoinike existierte bereits im 5. Jahrhundert v. Chr. und ist auch in der Spätantike bezeugt. Der Angriff der Illyrer auf die Stadt im Jahre 230 v. Chr. trug zum Eingreifen und so auch zur Expansion der Römer an der Ostküste der Adria bei.
Im ersten Makedonischen Krieg (215–205 v. Chr.) sympathisierte der Bund der Epiroten mit Philipp V., aber man bemühte sich um Vermittlung zwischen den kriegsführenden Parteien. So kam es im Jahre 205 v. Chr. zur Friedenskonferenz von Phoinike, während der sich Römer, Makedonen, Epiroten und Ätoler zu arrangieren versuchten. Zumindest die Epiroten und damit auch Chaonia und Phoinike blieben in den folgenden Jahren vom Krieg verschont.
Der Bischof der Stadt nahm 431 am Konzil von Ephesos teil.
Die ersten Ausgrabungen unternahm in den 1920er-Jahren Luigi Maria Ugolini. Phoinike wird heute von albanischen und italienischen Archäologen gemeinsam ausgegraben und untersucht. 2006 wurde ein Theater entdeckt.